# Baye, Finistère
Baye (tiếng Breton: Bei) là một xã của tỉnh Finistère, thuộc vùng Bretagne, miền tây bắc Pháp.

## Dân số
Người dân ở Baye được gọi là Bayois.